# Leposternon octostegum
Leposternon octostegum — вид плазунів з родини амфісбенових (Amphisbaenidae). Ендемік Бразилії.

## Поширення і екологія
Leposternon octostegum відомі з 5 місцевостей, що лежать в околицях міста Салвадор у штаті Баїя. Вони живуть у вторинних атлантичних лісах.

## Збереження
МСОП класифікує цей вид як такий, що перебуває під загрозою зникнення. Leposternon octostegum загрожує знищення природного середовища.